# Штабная культура
Штабная культура (Штабная культура офицера) — уровень подготовки офицера вооружённых сил и сочетание его личностных качеств и профессиональных навыков, необходимые для управленческой деятельности (работы в штабе). 
Штабная культура вырабатывается офицером на знании должностных обязанностей и полученном опыте по их выполнению, прилежном отношении к служебному долгу, на общей образованности и воспитанности, прирождённых и развитых свойствах личности.

## Основное содержание штабной культуры
Штабная культура офицера включает в себя:
- умение быстро собирать информацию, оценивать обстановку и чётко излагать свои выводы и оценки;
- проявление инициативной исполнительности;
- способность рационально распределять и выполнять большой объём поставленных задач;
- точность и краткость в отработке письменной и графической документации, отдаваемых приказов и распоряжении;
- эффективность использования технических средств управления.
- умение организовать боевые действия и осуществлять эффективный контроль за выполнением приказов.

## Дополнительные требования штабной культуры
Штабная культура предъявляет должностным лицам органов военного управления (штабным офицерам) также следующие требования:
- знание основных положений военного искусства и военной доктрины государства;
- знание способов ведения и характера боевых действий на современном этапе, организации, вооружения и военной техники;
- умение быстро и точно проводить необходимые расчёты;
- производить аргументированные выводы для принятия решения;
- оставаться на непрерывной связи с подчинёнными и вышестоящими инстанциями;
- доводить до войск (сил) боевые задачи (распоряжения) в определённые сроки;
- кратко и чётко производить доклады по обстановке, результатам расчётов, необходимые выводы и предложения;
- беспристрастно анализировать результаты боевых действий;
- соблюдать конфиденциальность в работе;
- обеспечивать безопасность связи и передачи информации.

## Истоки штабной культуры
Понятие штабной культуры появилось в XX веке с образованием структуры штабов, которая должна была решать сложные вопросы управления войсками (силами). Растущее значение службы в штабах и масштабов задач решаемых ею, определили высокие требования к офицерам, которым предстояло работать в штабах с разработкой большого объёма служебных документов.
По мнению Маршала Советского Союза Шапошникова Б. М. для службы в штабах должны привлекаться энергичные люди с высоким уровнем образования, проявляющие  инициативу и высокую работоспособность, самостоятельные в анализе и действиях, проявляющие скромность и тактичность в общении, постоянно стремящиеся к обучению в военном деле.   
Технический прогресс средств ведения войны и прогресс военного искусства, требует совершенствовать методы управления войсками (силами), в том числе методы работы штабов. В этой связи штабная культура офицера может дополняться новыми элементами. 
Основными методами совершенствования штабной культуры офицера является его повседневная служба, занятия по командирской подготовке, участие в военных учениях, тренировках и непосредственное участие в боевых действиях.

## Стереотип о штабной культуре
Несмотря на исчерпывающее определение штабной культуры в справочных печатных изданиях военного ведомства, как в СССР так и в Российской Федерации, в среде военнослужащих не имелось общего понимания что именно следует считать за штабную культуру.
В большинстве случаев опрошенные военнослужащие (включая офицеров-преподавателей и курсантов военных училищ), считали что под штабной культурой кроется культура оформления и ведения служебных документов, которая отличалась аккуратностью и тщательностью, а также некоторой демонстрацией каллиграфии. 